# 正観寺 (菊池市)
正観寺（しょうかんじ）は、熊本県菊池市隈府にある臨済宗南禅寺派の寺院である。山号は熊耳山（ゆうじさん）。本尊は釈迦如来。

## 由緒
1344年（興国5年）、聖福寺の大方元恢和尚を招いて菊池武光が建立。
寺伝によれば、1333年（元弘3年）、菊池武光の父である菊池武時が勅命により博多の鎮西探題北条英時を襲撃した際、武光も同行した。少弐貞経、大友貞宗の裏切りを受け、形勢が不利であることを悟った武時は、幼い武光を博多の臨済宗聖福寺の大方元恢和尚に預け、探題館に討ち入りして戦死した。和尚は、武光を無事に護り通し、その後菊池へ送り返した。武光はこの恩に報いるため、自らが当主になってから、和尚を招き正観寺を建立し菩提寺とした。
寺格は菊池五山より上の別格とした。菊池為邦の頃には臨済宗の十刹の一つにも数えられた。境内に十四房、末寺を十数寺以上の抱え栄えていたが、菊池氏の衰退と共に衰えた。